# Ménaka
Ménaka város Mali keleti részén, Gao régióban. Lakossága több mint 40 000 fő, ezzel a róla elnevezett körzet központja. Ménaka a közép-szaharai Iullemmeden-medencében található, ezen belül pedig az időszakos Ezgeuret-folyó medencéjében.
Ménaka környéke egy elszigetelt és nagyobbrészt sivatagi terület, amelyet időszakos folyók szelnek át. A környék magába foglalja az Ader Douchi-dombság sziklás kibúvásit is, melynek közepén fekszik Ménaka. A terület legmagasabb pontja a Mount Abourak, ami azonban 150 km-re fekszik északra. A legközelebbi város a Mali-Niger határán fekvő Andéramboukane, amelyre nagyjából 100 km-es földút vezet. Ansongo 210 km-re található nyugatra, és még további 90 km-re északra, a Niger-folyó mentén helyezkedik el a régió fővárosa, Gao.
Ménaka lakosságát nomád népek alkotják, főleg tuaregek, de jelen vannak fulák és letelepedett szongaiok is. A város környéke hagyományosan a Kell Dinnik elnevezésű tuareg törzsi szövetség központja. A nagyszámú tuareg lakosság miatt, mindig is gyakoriak voltak a lázadások, már a 13-14. századtól kezdve a tuaregek önállóságra törekedtek. A legjelentősebb felkelés 1916-1917-ig tartott, amikor  a tuaregek a francia gyarmatosítók ellen léptek föl. Ám az etnikai feszültségek Mali függetlenségének kikiáltása után is megmaradtak, és a kisebb-nagyobb lázadások napjainkig kitartanak, legutóbb 2007-2009-ig volt egy jelentősebb felkelés.
2009. november 25-én egy ménakai szállodából elraboltak és túszul ejtettek egy francia férfit, Pierre Carmatte-t. 2010 januárjában az al-Kaida észak-afrikai ága egy nyilatkozatot adott ki, miszerint akkor engedik szabadon Camatte-t, ha a hatóságok szabadon engednek négy al-Kaida tagot. A csere megtörténte után Camatte 2010 februárjában térhetett haza.
A nemzetközi emberi jogi szervezetek 2008-ban rámutattak, hogy Ménakában, és egyéb tuareg lakta településeken még mindig fenn áll a rabszolgatartás szokása; az előkelőbb kasztba tartozó tuaregek ugyanis sokszor rabszolgaként tartják az alacsonyabb rendbe tartozó társaikat.

## Fordítás
- Ez a szócikk részben vagy egészben  a   Ménaka című angol Wikipédia-szócikk fordításán alapul.  Az eredeti cikk szerkesztőit annak laptörténete sorolja fel. Ez a jelzés csupán a megfogalmazás eredetét és a szerzői jogokat jelzi, nem szolgál a cikkben szereplő információk forrásmegjelöléseként.